# لوکا برازی
لوکا برازی ، یک شخصیت داستانی در رمان پدرخوانده، ماریو پوزو، و همچنین اقتباس فیلم آن در سال ۱۹۷۲ است. در این فیلم، او توسط لنی مونتانا، کشتی‌گیر سابق و محافظ سابق خانواده جنایتکار کلمبو به تصویر کشیده شد.

## شخصیت لوکا
لوکا برازی مجری شخصی ویتو کورلئونه رئیس مافیا است و تنها کسی است که کورلئونه از آن می‌ترسد. برازی کند ذهن و بی رحم است، و از او به عنوان یک قاتل وحشی ترسیده‌است. او یک بار شش مرد را که قصد ترور دون کورلئونه را داشتند، به قتل رساند، و با وحشیگری ادامه داد تا اینکه ویتو جلوی آن را گرفت و به «جنگ روغن زیتون» پایان داد. وفاداری برازی به دون کورلئونه جای تردید نیست و گفته می‌شود وی به دلیل بد جلوه دادن خانواده کورلئونه یک سرباز کورلئونه را کشته‌است. گفته می‌شود که براتزی گفته‌است که زودتر از اینکه به پدرخوانده خیانت کند، خودش را خواهد کشت.
در یک حادثه اولیه، برازی دو نفر از دژخیمان آل کاپون را که برای ترور دون کورلئونه استخدام شده بودند، کشت. برازی هر دو نفر را مطیع کرد و آنها را با حوله بست و بند زد. در حالی که برازی یکی از آنها را با تبر تکه‌تکه کرد، مرد وحشت زده دیگر روی حوله خفه شد.
برازی از دعوت به عروسی کانی کورلئونه تعجب کرد، اگرچه ویتو این کار را فقط به عنوان یک حسن نیت ارائه می‌داد. برازی برای نشان دادن احترام و تشکر از خود، شخصاً یک هدیه نقدی بزرگ برای کیف عروس دخترش به دون اهدا کرد که گفته می‌شود بزرگترین مبلغی است که داده شده‌است. هنگام پذیرایی، دوست دختر مایکل، کی آدامز، در مورد برازی پرسش کرد. مایکل داستان را روایت می‌کند که چگونه پدرش زمانی به پدرخوانده اش، جانی فونتانه، در حرفه خوانندگی کمک کرد. دون کورلئونه به رهبر لس هالی ۱۰٬۰۰۰ دلار پیشنهاد داده بود تا فونتانه را از یک قرارداد خدمات شخصی آزاد کند که به‌طور ناعادلانه از شهرت رو به افزایش فونتانه سوءاستفاده می‌کند. وقتی هالی نپذیرفت، دون کورلئونه روز بعد با لوکا برازی بازگشت و هالی را ارائه داد، «پیشنهادی که نمی‌توانست رد کند». در این رمان، ویتو با همراهی براتزی و نماینده گنکو آبباناندو، هالی را پس از اینکه در ابتدا ۲۰ هزار دلار به رهبر گروه پیشنهاد داد، با اسلحه نگه می‌دارد و به او می‌گوید که یا امضای وی یا مغز او در قرارداد است. پس از آنکه هالی را مجبور به امضای آزادی کرد، دون مبلغ ۱۰٬۰۰۰ دلار پرداخت می‌کند. در این فیلم، مایکل برای کی توضیح می‌دهد، هالی نسخه ای را فقط با پرداخت ۱۰۰۰ دلار امضا کرد.
دون کورلئونه برای جلب نظر ویرجیل سولاتزو، اوباش رقیب، به برازی دستور داد تا از نارضایتی شاغل در کورلئونز انتقاد کند و به نظر برسد که می‌خواهد دوستی را عوض کند. دون تاتاگلیا، با شنیدن این حرف، جلسه ای را بین براتزی و سولاتزو ترتیب داد. براتزی با جلیقه ضد گلوله وارد آنجا شد. سولاتزو که از این شیاد گریخته بود، او را کشته بود، سپس جلیقه پر از ماهی مرده را به کورلئونس فرستاد، یک پیام قدیمی سیسیلی که می‌گفت براتزی، «با ماهی‌ها می‌خوابد».
بعداً توسط ال نری وظیفه برازی به عنوان مجری شخصی / محافظ دون را بر عهده گرفت. به دنبال آغاز نری، ویتو به مایکل می‌گوید که اکنون «لوکا» خود را دارد.

## سال‌های اولیه زندگی
لوکا براسی در یک خانواده ایتالیایی در رود آیلند به دنیا آمد. دوران کودکی ناخوشایندی داشت به دلیل پدر الکلی‌اش که مرتباً او و مادرش را کتک می‌زد. لوکا سرانجام تصمیم گرفت کافی است و پدرش را با چوب بیسبال کشت، پس از آنکه پدرش با ضربه زدن به شکم همسرش باعث سقط جنین او شده بود. کمی بعد، لوکا یکی از همسایه‌ها به نام آقای لوری را به خاطر باردار کردن مادرش از پشت بام به پایین پرت کرد.

## عضویت در مافیا
در اوایل دهه 1930، براسی به عنوان یک عامل اجرایی خیابانی فعالیت می‌کرد و یکی از معدود افرادی بود که با باندهای دیگر درگیر نمی‌شد. او به همراه تعدادی از دوستانش مانند لوئیجی باتالیا فعالیت می‌کرد و به یکی از ترسناک‌ترین مردان شهر تبدیل شده بود.
در این دوره با کِلی اورورک آشنا شد که دوست دخترش شد. لوکا نسبت به او بسیار حسود بود و حتی تام هاگن را به خاطر خوابیدن با کِلی تهدید به مرگ کرد (با اینکه تام نمی‌دانست کِلی با براسی رابطه دارد). او گاهی کِلی را کتک می‌زد اما در عین حال علاقه عجیب و عمیقی به او داشت.

## تراژدی فرزند
وقتی کِلی باردار شد، لوکا سعی کرد او را مجبور به سقط جنین کند که کِلی امتناع کرد. در روز تولد پسرش، لوکا ماما فیلمنا را تهدید به مرگ کرد تا نوزاد را به داخل کوره بیندازد. فیلمنا که ابتدا امتناع کرده بود، پس از اینکه لوکا بازویش را با چاقو برید، تسلیم شد و کودک را به داخل کوره انداخت. مشخص نیست که انگیزه لوکا از این کار تنفر از فرزند ایرلندی‌تبارش بود یا اینکه می‌خواست نسل خود را از بین ببرد. گزارش‌ها در مورد سرنوشت کِلی متفاوت است - برخی می‌گویند در زایمان مرد و برخی دیگر معتقدند لوکا چند روز بعد او را کشت.

## خودکشی ناموفق و خدمت به ویتو
پس از مرگ کِلی، براسی با مصرف بیش از حد قرص‌هایی که باعث آسیب مغزی دائمی و کندی در گفتار و تفکر شد، خود را تسلیم مقامات کرد. او در سلولش با شکاندن یک بطری و بریدن گلویش اقدام به خودکشی کرد اما ناموفق بود. دون ویتو کورلئونه با استفاده از نفوذ سیاسی و قضایی خود باعث شد اتهامات براسی لغو شود و اینگونه وفاداری ابدی براسی را به دست آورد.

## افسانه لوکا براسی
داستان‌های مهارت‌های براسی به افسانه تبدیل شدند. در یک واقعه، او دو نفر از عوامل آل کاپون به نام‌های بنی آمالو و جویی دانیلو را که برای ترور دون کورلئونه استخدام شده بودند، کشت. براسی آن‌ها را مهار کرد و با حوله دهانشان را بست. سپس آمالو را با تبر به قطعات کوچک خرد کرد و وقتی سراغ دانیلو رفت، متوجه شد که بر اثر شوک خفه شده است.

## ویژگی‌های منحصر به فرد
- توانایی انجام کارها به تنهایی بدون نیاز به همدست
- ترس شدیدی که در دل رقبا می‌انداخت
- وفاداری بی‌چون و چرا به دون ویتو
- مسئولیت یک سوم قدرت نظامی خانواده کورلئونه تنها به عهده او بود

## مرگ
براسی در یک مأموریت محرمانه توسط ویرجیل سولوتزو به قتل رسید. سولوتزو پس از بحث درباره همکاری احتمالی، چاقویی به دست براسی کوبید و یک قاتل از پشت او را با سیم خفه کرد. پس از مرگ براسی، جسدش با پیامی نمادین به خانواده کورلئونه فرستاده شد: دو ماهی مرده که در جلیقه ضدگلوله براسی پیچیده شده بودند، با این مفهوم که "لوکا براسی با ماهی‌ها می‌خوابد."

## کاریزما
براسی فردی ساکت اما بسیار باهوش بود. او از خشونت لذت می‌برد و در عین حال بسیار محتاط عمل می‌کرد (همیشه جلیقه ضدگلوله می‌پوشید). او به هیچ مرجعیتی ترس نداشت و تنها چیزی که از آن می‌ترسید، از دست دادن احترام ویتو کورلئونه بود.

## در بازی‌های ویدیویی
در بازی The Godfather: The Game، براسی آلدو ترپانی را نجات می‌دهد و به او آموزش می‌دهد. او در نهایت در میخانه لونا توسط عوامل تاتالیا به قتل می‌رسد.